# AmeriCorps VISTA
VISTA, acronimo di 'Volunteers In Service To America', è una organizzazione di assistenza sociale attiva negli Stati Uniti d'America sulle questioni della povertà e della emarginazione sociale, basata essenzialmente sul volontariato.

## Storia
VISTA è nata nel 1965, su iniziativa del Presidente Lyndon B. Johnson, che diede così forma ad una idea già espressa due anni prima dal Presidente John F. Kennedy durante il discorso sullo stato dell'Unione del gennaio 1963.
L'idea diventò concreta con il varo del Economic Opportunity Act nel 1964. In quell'anno, il Presidente Johnson diede attuazione al sogno di Kennedy, lanciando la guerra alla povertà ed incontrando il primo gruppo di 20 volontari.
Le attività di VISTA iniziarono nel gennaio 1965 ed alla fine dell'anno più di 2.000 membri stavano lavorando nella regione dei Monti Appalachi, nei campi dei lavoratori emigranti in California e nella periferia povera di Hartford, nel Connecticut. Dal 1966 più di 3.600 membri hanno svolto attività in seno a VISTA.
Nel suo primo decennio di attività VISTA ha aiutato a sviluppare una vasta gamma di progetti in tutti gli Stati Uniti, compresi gruppi di acquisto di case, società di credito, cooperative agricole, gruppi comunitari e piccole imprese. Molte di queste realtà sono attive ancora oggi.
Nel 1970 VISTA si è unita con i Peace Corps e con il Programma Senior Service, dando vita alla agenzia ACTION. Nel frattempo, con la crescita dell'esperienza, VISTA ha iniziato ad impiegare anche professionisti per specifiche iniziative: medici per sviluppare nuove cure sanitarie, architetti per programmi di edilizia popolare rivolti a persone a basso reddito ed avvocati per premere verso una riforma dell’housing sociale e della sanità.
Nel 1980 VISTA concentrò i suoi progetti in particolare sull'analfabetismo, sul trattamento e la prevenzione della tossicodipendenza, sulla partecipazione dei cittadini.
Con la firma del National Community Service Trust Act del 1993 ( una sorta di legge sul Servizio civile nazionale) il Presidente Bill Clinton riordinò l'intervento dello Stato federale nel campo dell'assistenza, dando vita ad una struttura denominata AmeriCorps, dentro la quale confluì anche VISTA. 
Attualmente VISTA fa parte della Corporation for National and Coomunity Service (CNCS) una agenzia governativa federale USA nella quale ad iniziare del 1993 sono confluite, attraverso un complesso processo di progressivo accorpamento, numerose e diverse iniziative umanitarie ed assistenziali interne.
Oggi VISTA dispone di circa 5.000 membri – che si occupano di quasi 1.000 progetti in tutto il Paese – sempre finalizzati alla lotta alla povertà ed alla emarginazione sociale.

## Organizzazione
VISTA è una struttura di volontariato che si muove all'interno della CNCS , l'Agenzia Federale degli Stati Uniti che si occupa degli interventi nel campo sociale. In tale ambito organizza e gestisce un servizio civile svolto da persone che abbiano superato i 18 anni e siano cittadini americani, oppure stranieri legalmente residenti negli USA.
Coloro che si occupano dei progetti di VISTA non ricevono alcun compenso, ma solo rimborsi di spese ed una modesta indennità base, né possono svolgere alcun lavoro durante il servizio. In alcuni casi hanno la possibilità di ricevere sussidi per le spese di studio sino a 5.500 dollari. Al termine del servizio prestato, possono ricevere una sorta di “liquidazione” di 1.500 dollari.
Gli interessati vengono selezionati on line e formati prima di essere inseriti nei vari progetti. Il servizio dura un anno ed è estendibile fino a cinque. Eccezionalmente, alcuni progetti, che si sviluppano d'estate, durano solo dalle 8 alle 12 settimane.
In ogni Stato federale USA esiste un ufficio di CNCS-VISTA.

## Bilanci
Per il 2013, il bilancio del CNCS prevede, secondo quanto richiesto al Congresso dal Presidente Obama, una spesa di 1 miliardo e 62 milioni di dollari, con un aumento di 13,8 milioni di dollari rispetto all'anno precedente.. 
Peraltro questo aumento segue ad un periodo nel quale le risorse per le attività assistenziali svolte da CNCS-VISTA hanno subìto continui tagli. Infatti i fondi nell'ultimo triennio sono stati:
- 1 miliardo e 149 milioni di dollari nell'anno fiscale 2010;
- 1 miliardo e 78 milioni di dollari nell'anno fiscale 2011;
- 1 miliardo e 48 milioni di dollari nell'anno fiscale 2012;[3]